# Championnats du monde de patinage artistique 2026
Navigation
Mondiaux 2025 Mondiaux 2027
Les championnats du monde de patinage artistique 2026 ont lieu du 23 au 29 mars 2026 à l'O2 Arena de Prague en Tchéquie. C'est la quatrième fois que la capitale tchèque accueille les championnats du monde de patinage artistique après les éditions de 1939 (pour les Dames), 1962 et 1993.

## Qualifications
Les patineurs sont éligibles à l'épreuve s'ils représentent une nation membre de l'Union internationale de patinage (International Skating Union en anglais) et s'ils ont atteint l'âge de 17 ans avant le 1er juillet 2025. Les fédérations nationales sélectionnent leurs patineurs en fonction de leurs propres critères, mais l'Union internationale de patinage exige un score minimum d'éléments techniques (Technical Elements Score en anglais) lors d'une compétition internationale avant les championnats du monde. 

### Score minimum d'éléments techniques
L'Union internationale de patinage stipule que les notes minimales doivent être obtenues lors d'une compétition internationale senior reconnue par elle-même au cours de la saison en cours ou précédente, au plus tard 21 jours avant le premier jour d'entraînement officiel.
| Score minimum d'éléments techniques                                                         | Score minimum d'éléments techniques                                 | Score minimum d'éléments techniques |
| Discipline                                                                                  | Score total combiné des éléments (programme court + programme long) |                                     |
| Messieurs                                                                                   | 104.00                                                              |                                     |
| Dames                                                                                       | 90.00                                                               |                                     |
| Couples                                                                                     | 88.00                                                               |                                     |
| Danse sur glace                                                                             | 94.00                                                               |                                     |
| ------------------------------------------------------------------------------------------- | ------------------------------------------------------------------- | ----------------------------------- |
| Les scores des programmes courts et libres peuvent être obtenus à différentes compétitions. |                                                                     |                                     |

### Nombre d'inscriptions par discipline
Sur la base des résultats des championnats du monde 2025, l'Union internationale de patinage autorise chaque pays à avoir de une à trois inscriptions par discipline.
| Nombre d'inscriptions                                             | Messieurs                              | Dames                         | Couples                                                       | Danse sur glace                           |
| ----------------------------------------------------------------- | -------------------------------------- | ----------------------------- | ------------------------------------------------------------- | ----------------------------------------- |
| 3                                                                 | États-Unis France Japon                | États-Unis Japon              | États-Unis Japon                                              | Canada États-Unis                         |
| 2                                                                 | Corée du Sud Géorgie Italie Kazakhstan | Belgique Corée du Sud Estonie | Allemagne Australie Canada Géorgie Hongrie Italie Ouzbékistan | Espagne France Géorgie Italie Royaume-Uni |
| Si non répertorié ci-dessus, une seule inscription est autorisée. |                                        |                               |                                                               |                                           |

Le 1er mars 2022, l'Union internationale de patinage interdit aux patineurs artistiques et aux officiels de la fédération de Russie et de la Biélorussie de participer et d'assister à toutes les compétitions internationales en raison de l'invasion russe de l'Ukraine le 24 février 2022. Ainsi ces deux pays seront absents des championnats du monde 2026 si la situation ne change pas, 49 mois après le début du conflit.

## Podiums
| Épreuves                            | Or           | Argent       | Bronze       |
| ----------------------------------- | ------------ | ------------ | ------------ |
| Messieurs résultats détaillés       | Pays inconnu | Pays inconnu | Pays inconnu |
| Dames résultats détaillés           | Pays inconnu | Pays inconnu | Pays inconnu |
| Couples résultats détaillés         | Pays inconnu | Pays inconnu | Pays inconnu |
| Danse sur glace résultats détaillés | Pays inconnu | Pays inconnu | Pays inconnu |

## Tableau des médailles
(compétitions à venir)
| Rang  | Nation | Or | Argent | Bronze | Total |
| ----- | ------ | -- | ------ | ------ | ----- |
| 1     |        |    |        |        |       |
| 2     |        |    |        |        |       |
| 3     |        |    |        |        |       |
| Total | Total  | 4  | 4      | 4      | 12    |

## Détails des compétitions

### Messieurs
(compétition à venir)
| Rang | Nom | Pays | Points | Programme court | Programme court | Programme libre | Programme libre |
| ---- | --- | ---- | ------ | --------------- | --------------- | --------------- | --------------- |
| 1    |     |      |        |                 |                 |                 |                 |
| 2    |     |      |        |                 |                 |                 |                 |
| 3    |     |      |        |                 |                 |                 |                 |
| ...  |     |      |        |                 |                 |                 |                 |

### Dames
(compétition à venir)
| Rang | Nom | Pays | Points | Programme court | Programme court | Programme libre | Programme libre |
| ---- | --- | ---- | ------ | --------------- | --------------- | --------------- | --------------- |
| 1    |     |      |        |                 |                 |                 |                 |
| 2    |     |      |        |                 |                 |                 |                 |
| 3    |     |      |        |                 |                 |                 |                 |
| ...  |     |      |        |                 |                 |                 |                 |

### Couples
(compétition à venir)
| Rang | Nom | Pays | Points | Programme court | Programme court | Programme libre | Programme libre |
| ---- | --- | ---- | ------ | --------------- | --------------- | --------------- | --------------- |
| 1    |     |      |        |                 |                 |                 |                 |
| 2    |     |      |        |                 |                 |                 |                 |
| 3    |     |      |        |                 |                 |                 |                 |
| ...  |     |      |        |                 |                 |                 |                 |

### Danse sur glace
(compétition à venir)
| Rang | Nom | Pays | Points | Danse rythmique | Danse rythmique | Danse libre | Danse libre |
| ---- | --- | ---- | ------ | --------------- | --------------- | ----------- | ----------- |
| 1    |     |      |        |                 |                 |             |             |
| 2    |     |      |        |                 |                 |             |             |
| 3    |     |      |        |                 |                 |             |             |
| ...  |     |      |        |                 |                 |             |             |